# Mr. Vampire 4
Série Mr. Vampire
Mr. Vampire 3
(1987) Mr. Vampire 1992
(1992)
Pour plus de détails, voir Fiche technique et Distribution.
Mr. Vampire 4 (僵尸叔叔, Geung see suk suk, litt. « Oncle Vampire »), aussi appelé La fin de Mr. Vampire, est une comédie d'horreur hongkongaise réalisée par Ricky Lau et sortie en 1988 à Hong Kong. Produite par Sammo Hung et suite de Mr. Vampire 3 (1987), c'est le quatrième volet de la série des cinq Mr. Vampire réalisés par Ricky Lau. Elle fait partie du boom de popularité que connaît les films de jiangshi à Hong Kong dans les années 1980.
Elle totalise 14 038 901 HK$ de recettes à Hong Kong. Sa suite, Mr. Vampire 1992, sort en... 1992.

## Synopsis
Dans une  campagne rurale, un prêtre taoïste portant des lunettes et surnommé le « Taoïste à quatre yeux » (Anthony Chan (en)) se dispute en permanence avec son voisin, le moine bouddhiste Maître Yat-yau (Wu Ma). Leurs élèves respectifs, Kar-lok (Chin Ka-lok) et Ching-ching (Loletta Lee), restent cependant amicaux l'un envers l'autre.
Un jour, une troupe de soldats escortant un cercueil passe devant chez eux. À l'intérieur de la troupe se trouve le cadet de « Taoïste à quatre yeux », surnommé « Grue taoïste » (Chung Fat), et les quatre disciples de ce-dernier, ainsi qu'un jeune prince et ses gardes du corps. « Taoïste à quatre yeux » et Yat-yau apprennent alors de « Grue taoïste » qu'il y a un jiangshi dans le cercueil et que le convoi est en route vers la capitale pour permettre à l'empereur de l'examiner.
Pendant un orage cette nuit-là, une crue emporte les talismans taoïstes collés sur le cercueil et le jiangshi se réveille, devenant même plus puissant après avoir été frappé par la foudre. Il commence à attaquer tout le monde autour de lui et les transforme également en jiangshi après les avoir mordu. « Grue taoïste » reste derrière pour repousser les jiangshis pendant que le prince et son accompagnateur s'enfuient vers les maisons.
À ce moment critique, « Taoïste à quatre yeux » et Yat-yau décident tous deux de mettre de côté leurs différents et de se concentrer sur la destruction des jiangshis.

## Fiche technique
- Titre original : 僵尸叔叔
- Titre international : Mr. Vampire 4
- Réalisation : Ricky Lau
- Scénario : Lo Wing-keung
- Musique : Stephen Shing
- Photographie : Abdul M. Rumjahn, Tom Lau et Bill Wong
- Montage : Peter Cheung et Keung Chuen-tak
- Production : Sammo Hung et Jessica Chan
- Société de production : Bo Ho Films et Paragon Films
- Société de distribution : Golden Harvest
- Pays d'origine :  Hong Kong
- Langue : cantonais
- Genre : comédie d'horreur
- Durée : 96 minutes
- Date de sortie :
  -  Hong Kong : 21 décembre 1988
  -  Taïwan : 1er janvier 1989
  -  Corée du Sud : 17 juin 1989
  -  Japon : 26 août 1989

## Distribution
- Anthony Chan (en) : « Taoïste à quatre yeux »
- Wu Ma : le maître bouddhiste Yat-yau
- Chin Ka-lok : Kar-lok
- Loletta Lee : Ching-ching
- Yuen Wah : Wu, l'accompagnatrice personnel du prince
- Pauline Wong : la femme-renarde
- Chung Fat : « Grue taoïste »
- Hoh Kin-wai : le 71e prince
- Cheung Wing-cheung : le jiangshi
- Chun Kwai-bo : un garde du prince
- Chu Tau : one : un garde du prince
- Pang Yun-cheung : un garde du prince
- Ka Lee : un disciple de « Grue taoïste »
- Chow Gam-kong : un disciple de « Grue taoïste »
- Kwan Yung : un disciple de « Grue taoïste »
- Lung Ying : un soldat